# Rupture utérine
 (mai 2022).
 Mise en garde médicale
La rupture utérine est une complication potentiellement mortelle de l'accouchement qui affecte l'intégrité de la paroi myométrique. La rupture utérine se produit généralement lors du travail de l'accouchement, bien qu'elle puisse également survenir à un stade plus précoce de la grossesse. Cette complication très grave s'accompagne d'une forte morbidité maternelle et périnatale, la mortalité restant un événement rare.
La rupture utérine est parfois assimilée à des complications telles que la déhiscence ou la perforation utérine, mais la rupture utérine est généralement plus néfaste que ces dernières car elle affecte un plus grand nombre de couches de la paroi utérine, entraînant notamment davantage d'hémorragies, et, de manière générale, plus de risques.

## Fréquence
La fréquence d'occurrence des ruptures utérines est très variable selon les études et ce pour différentes raisons:
- Différence des protocoles d'analyse et d'observation
- Différentes définitions de la rupture utérine selon les études: certaines ne considèrent que les ruptures complètes, d'autres incluent également les déhiscences.
- Différence des milieux d'études.

Une revue des études effectuée en 2002 arrive cependant à une fréquence inférieure à 0,1 % de ruptures utérines, tous accouchements confondus.
Cette fréquence augmente significativement chez les femmes ayant un antécédent de césarienne, mais demeure inférieure à 0,5 %,,.

## Classification
Les ruptures utérines peuvent se classifier de la manière suivante:
- Selon leur cause: traumatique ou spontanée
- Selon leur localisation: sur le segment inférieur ou principal
- Selon leur grade: complète ou incomplète
- Selon le moment de leur survenance: durant la grossesse ou le travail

## Facteurs de risque et causes
- Utérus cicatriciel .
- Multiparité.
- parturiente âgée de plus de 30 ans
- Macrosomie fœtale.
- Presentations vicieuses (siège, transverse) responsable d'un défaut d'accommodation fœto-utérine.
- dystocies négligées ou méconnues.
- manœuvres d'extraction fœtale .
- extraction instrumentale.
- expressions utérines .
- utilisation intempestive des utérotoniques.

## Signes et symptômes
- Douleur au niveau de la cicatrice et persistant en dehors d'elle (mais souvent masquée par la péridurale).
- Saignement vaginal, hypocinésie avec stagnation de la dilatation, hypercinésie de fréquence ou élévation du tonus de base.
- Urines sanglantes si plaie vésicale associé à la rupture
- "utérus en sablier avec anneau de Bandl" (plus tardif)
- Tachycardie maternelle, état de choc (plus tardif)

## formes cliniques
- formes latentes :sur utérus cicatriciel le plus souvent.
- formes retardées : hémorragie importante en post partum.
- formes compliquées: avec déchirure cervicale, vaginale ou rupture vésicale.

## Diagnostic différentiel
- placenta praevia
- hématome rétro-placentaire (décollement prématuré du placenta normalement inséré (DPPNI))
- rupture du sinus marginal du placenta

## traitement
- réanimation : oxygène , remplissage, transfusion .
- chirurgie: conservatrice (suture de l'utérus, du vagin, de la vessie ) ou radicale (hystérectomie) si utérus en très mauvais état .